# Calle 13 (canal de televisió)
Calle 13 és un canal de televisió per subscripció espanyol centrat en sèries d'acció, suspens, terror i ciència-ficció. Va ser llançat el 13 de setembre de 1999 i és propietat d'Universal Networks International.

## Història
El canal va començar transmissions el 13 de setembre de 1999, gràcies a Universal Studios Networks España, que forma part del grup NBCUniversal per a cobrir l'espai deixat per AXN i Fox en les sèries de suspens, acció, misteri, terror i ciència-ficció. Aviat apareix en totes les operadores del país, i rivalitza amb les dues anteriors.
Des del llançament de SyFy al juny del 2006, moltes de les sèries de ciència-ficció que solien emetre's per Calle 13 han passat a emetre's pel nou canal.
El 22 de setembre de 2010, Calle 13 va canviar la seva identitat i imatge corporativa i va passar a ser Calle 13 Universal, amb un enfocament concentrat en el gènere de suspens i acció. El 30 de setembre de 2010, és llançat el senyal en alta definició del canal exclusivament en Digital+. Temps més tard, va ser agregat en la resta de proveïdores, com Telecable, Euskaltel i ONO.

## Programació
Algunes de les sèries emeses per aquest canal són: 
- 666 Park Avenue
- Alerta Cobra
- Alfred Hitchcock presenta
- Arrow
- Cementerio TV
- Chicago P.D.
- Chicago Justice
- Chuck
- El Cliente
- El Comisario
- The Guardian
- Elementary
- Grimm
- Harry's Law
- Hospital Central
- Jericho
- Justified
- Kate
- Law & Order (tota la franquícia)
- MIR
- Monk
- Nip/Tuck
- Numb3rs
- Nurse Jackie
- Person of Interest
- Policías, en el corazón de la calle
- Psi Factor: Crónicas de lo paranormal
- Profiler
- Psych
- Rizzoli & Isles
- Rookie Blue
- Without a Trace
- Suits
- The Closer
- Turno de guardia
- Undecovers
- Eyewitness

## Altres versions
- 13ème Rue - França
- 13th Street - Alemanya
- 13th Street - Països Baixos
- 13th Street - Polònia
- Universal TV - Llatinoamèrica

## Vrgru també
- Universal Studios
- SyFy